# Драгомир Асенов
Драгомир Асенов (болг. Драгомир Асенов; 15 мая 1926, Фердинанд, Третье Болгарское царство — 19 июня 1981, София, НРБ), настоящее имя Жак Ниссим Меламед (болг. Жак Нисим Меламед) — болгарский писатель
, драматург, редактор. Лауреат Димитровской премии (1974).

## Биография
Родился в семье судебного чиновника. В 16-летнем возрасте, в 1942 году вступил в подпольную организацию «Рабочий молодёжный союз». В 1943 году был выслан из столицы за антифашистскую деятельность и депортирован в Русе. Возглавлял нелегальную группу, участвовал в восстании 9 сентября.
Работал в газете «Патриотический фронт Дуная». В 1953 году окончил юридический факультет Софийского университета. С 1961 года — член Болгарской компартии.
В 1953—1956 годах — редактор газеты «Работническо дело», с 1957 года — редактор студенческого журнала «Родна Речь», затем в 1968—1971 г.— заместитель главного редактора газеты «Литературный фронт».
В 1971 г. избран секретарём Союза писателей Болгарии.
Умер после тяжёлой болезни. Похоронен на Центральном кладбище Софии.

## Творчество
Печатался с 1945 года. Автор романов, сборников повестей и рассказов, драм. Его самые популярные пьесы шли на театральных подмостках по всей стране — «Розы для доктора Шомова», «Прогулка в субботу вечером», «Горячие ночи в Аркадии», «Профессия для ангелов» и др.

## Избранные произведения
- «Когато Тито награждава» (1950)
- «Съвест» (рассказы, 1956)
- «Нашият взвод» (повесть, 1956, 1962, 1973)
- «Пътищата се разминават» (роман, 1959)
- «Кафявите хоризонти» (роман, 1961, 1970)
- «Големият каменен дом» (роман, 1963)
- «Рожден ден» (пьеса, 1965)
- «Плодът на ветровете» (роман, 1966)
- «Рози за д-р Шомов» (пьеса, 1967)
- «Разходка в събота вечер» (пьеса, 1969)
- «Сурово възпитание» (рассказы, 1969)
- «Горещи нощи в Аркадия» (пьеса, 1970)
- «Изпити» (пьеса, 1970)
- «Три пиеси. Рози за д-р Шомов. Разходка в събота вечер. Изпити» (пьесы, 1972)
- «Тази кръв няма да се пролее» (1973)
- «Биография на един вечен ден» (1978)
- «Най-тежкият грях» (1980)
- «Огнената межда. Летопис в 2 романа» (романы, 1980)
- «Най-тежкият грях» (роман, 1980, 2001)
- «Наградата» (пьеса, 1981)
- «Елегия за едно женско сърце» (1981, роман)
- Избрани произведения в 3 томах (1983—1986)
- «Елегия за едно женско сърце» (1984)
- «Професия за ангели» (пьеса)
- «Златното покритие» (пьеса)
- «Краят на деня» (пьеса)
- «Когато срещнеш чудото» (пьеса)

## Память
- Драматический театр в Монтане носит имя Драгомира Асенова.